# Paracraga amianta
Paracraga amianta is een vlinder uit de familie van de Dalceridae. De wetenschappelijke naam van de soort is voor het eerst geldig gepubliceerd in 1909 door Dyar.